# Machaeropterus pyrocephalus
A Machaeropterus pyrocephalus a madarak osztályának verébalakúak (Passeriformes) rendjébe és a piprafélék (Pipridae) családjába tartozó faj.

## Rendszerezése
A fajt Philip Lutley Sclater angol ornitológus írta le 1852-ben, a Pipra nembe Pipra pyrocephala néven.

## Alfajai
- Machaeropterus pyrocephalus pallidiceps Zimmer, 1936
- Machaeropterus pyrocephalus pyrocephalus (P. L. Sclater, 1852)[2]

## Előfordulása
Dél-Amerikában, Bolívia, Brazília, Peru és Venezuela területén honos. Természetes élőhelyei a szubtrópusi és trópusi síkvidéki esőerdők.

## Megjelenése
Testhossza 9 centiméter.
|  |

## Életmódja
Gyümölcsökkel és rovarokkal táplálkozik.

## Természetvédelmi helyzete
Az elterjedési területe rendkívül nagy, egyedszáma viszont csökken, de még nem éri el kritikus szintet. A Természetvédelmi Világszövetség Vörös listáján nem fenyegetett fajként szerepel.